# Herbert Buhr
Herbert Buhr (* 22. Dezember 1902 in Teterow; † 20. Mai 1968 in Mühlhausen) war ein deutscher Botaniker, der besonders auf die Cecidologie (Pflanzengallenkunde) spezialisiert war.

## Leben und Wirken
Herbert Buhr wurde 1902 als Sohn des Ackerbürgers Johann Buhr in Teterow im (Teil-)Großherzogtum Mecklenburg-Schwerin geboren. Er schloss das Realgymnasium in Güstrow mit der Reifeprüfung ab und absolvierte dann eine Apothekerlehre. Von 1923 bis 1924 studierte Buhr Naturwissenschaften an der Technischen Hochschule Darmstadt und anschließend bis 1929 in Rostock. Seit 1923 gehörte er der Darmstädter Burschenschaft Germania an. Von 1929 bis 1936 war er Assistent und Oberassistent am Botanischen Institut der Universität Rostock. In dieser Zeit war der Zoologe Paul Schulze sein Lehrer und Freund. Als Reisebegleiter des Botanikers Hermann von Guttenberg lernte Buhr in den Jahren 1929 bis 1933 die Flora Dalmatiens und Korsikas kennen. 1932 wurde er mit der Arbeit Untersuchungen über zweisporige Hymenomyceten zum Dr. phil. promoviert. 1935 folgte die Habilitation zum Dr. phil. habil. mit dem Thema Parasitenbefall und Pflanzenverwandtschaft. 1936 bis 1941 war Buhr Dozent für Botanik und Pharmakognosie an der Universität Rostock. 1938 nahm er einen Forschungsaufenthalt für phytopathologische Untersuchungen in Britisch-Kamerun (früher Deutsch-Kamerun) wahr. 1941 bis 1945 folgten Militärdienst, vorwiegend bei einem Wetterpeilzug der Wehrmacht in Frankreich, und Kriegsgefangenschaft. Die weitere Tätigkeit an einer Universität in der Sowjetischen Besatzungszone war nicht möglich. 1949 bis 1954 war Buhr wissenschaftlicher Mitarbeiter und dann Abteilungsleiter am Institut für Pflanzenzüchtung Groß-Lüsewitz der Deutschen Akademie für Landwirtschaftswissenschaften (DAL) der DDR. Von 1954 bis 1961 war Buhr Leiter der Forschungsstelle Mühlhausen der Biologischen Zentralanstalt der DAL zu Berlin, dann -mit Wohnsitz Mühlhausen- wissenschaftlicher Mitarbeiter des Instituts für Pflanzenzüchtung Kleinwanzleben der DAL und später des Deutschen Entomologischen Instituts Berlin und Eberswalde der DAL: Schwerpunkte der Tätigkeit waren Kartoffelkäferbekämpfung, Ökologie der Kartoffel, Nematodenbekämpfung und phytoparasitäre Insekten und Pilze.
Gleichzeitig arbeitete Buhr auf seinen Spezialgebieten Pflanzengallen und minierende Insekten: Beobachtung und Sammlung von Pflanzengallen und -minen, Aufzucht der Erreger und Anlegen eines umfangreichen Herbariums. Buhr entdeckte immer wieder neue Arten von Gallen- und Minenerregern, von denen einige nach ihm benannt wurden. Aus seiner Feder gingen fast fünfzig Veröffentlichungen hervor. 1964/65 erschien sein Werk Bestimmungstabellen der Gallen (Zoo- und Phytocecidien) an Pflanzen Mittel- und Nordeuropas. Das umfangreiche Herbarium von Buhr mit Belegen wurde dem Herbarium Haussknecht an der Universität Jena überlassen.
Herbert Buhr heiratete 1936 Helene Schnapauff. Aus der Ehe gingen 1937 bis 1944 fünf Kinder hervor.
Buhr ging 1967 in den Ruhestand und verstarb 1968. Seine Geburtsstadt Teterow unterhält ein Ehrengrab für ihn.

## Schriften
- Bestimmungstabellen der Gallen (Zoo- und Phytocecidien) an Pflanzen Mittel- und Nordeuropas. 2 Bände. Fischer, Jena 1964/1965.